# Chmielnik Buski
Chmielnik Buski – stacja kolejowa w Przededworzu, w gminie Chmielnik, w powiecie kieleckim, w województwie świętokrzyskim, w Polsce.